# Serendipity
Serendipity (Nederlands: serendipiteit) is een Amerikaanse romantische komedie uit 2001 onder regie van Peter Chelsom. Voor hun spel hierin werden hoofdrolspeelster Kate Beckinsale en bijrolspeler Jeremy Piven beiden genomineerd voor een Saturn Award.

## Verhaal
Op een drukke winterdag in New York ontmoeten Jonathan en Sara elkaar als ze in het warenhuis Bloomingdale's hetzelfde paar handschoenen willen kopen. Jonathan laat de handschoenen galant aan Sara, die hem nadien als bedankje op een koffie trakteert in de taveerne Serendipity. Daarna gaan ze uit elkaar. Beiden hebben echter iets vergeten in de taveerne, waardoor ze elkaar daar even later opnieuw tegen het lijf lopen. Hoewel beiden een relatie hebben, worden ze tot elkaar aangetrokken en gaan ze de hele avond op stap in Manhattan. Op het einde van de avond stelt Jonathan voor namen en telefoonnummers uit te wisselen. Het papiertje waait echter uit Jonathans hand. Dat ziet Sara als een teken dat ze niet bij elkaar horen. Ze laat Jonathan zijn naam en telefoonnummer op een biljet van vijf dollar schrijven om er vervolgens een pakje kauwgom mee te kopen. Zij belooft haar naam en nummer in het boek Love in the time of Cholera te schrijven en het te verkopen. Dan laat ze het over aan het lot. Als ze de voorwerpen later in handen krijgen, zullen ze weten dat ze voorbestemd zijn voor elkaar. Bij wijze van laatste proef stelt Sara nog voor om te weten of ze voorbestemd zijn. In een hotel gaan ze elk in een lift naar een willekeurige verdieping. Als ze dan dezelfde verdieping hebben gekozen, weten ze dat ze voorbestemd zijn. Bij het sluiten van de deuren gooit Sara Jonathan een van de twee handschoenen toe en geeft ze hem nog haar voornaam mee. In de lift kiezen ze allebei de 23ste verdieping. Jonathan wordt onderweg naar boven echter opgehouden door een kind, dat alle knoppen heeft ingedrukt. Sara zit een tijd te wachten op de 23ste verdieping, maar vertrekt vlak voordat Jonathan aankomt.
Het grootste deel van de film speelt zich zeven jaar later af. Beiden zijn intussen verloofd. Jonathan gaat binnen enkele dagen trouwen en Sara, die Britse is, werd net ten huwelijk gevraagd. Toch zijn ze elkaar nog niet vergeten. Jonathan heeft jarenlang in elke tweedehands boekenzaak exemplaren van het betreffende boek ingekeken in de hoop Sara's gegevens te vinden, maar heeft daar geen succes mee. Hij onderneemt een laatste poging om Sara te vinden als hij in zijn handschoen een kassabon vindt met een klantcode die hem naar Sara kan leiden. Sara is inmiddels verhuisd naar San Francisco en wil een weekeindje weg. Zij vliegt met een vriendin naar New York om te proberen Jonathan te vinden. Daar komt het een aantal keren bijna tot een ontmoeting. Ook blijkt Jonathans aanstaande een oude kennis van Sara's vriendin te zijn. Na een tijd geeft Jonathan het op, maar dan krijgt hij van zijn toekomstige vrouw het boek Love in the time of Cholera cadeau. In het boek vindt hij de volledige naam en het telefoonnummer van Sara. Hij vindt haar adres en vliegt naar San Francisco. Daar ziet hij de zus van Sara met haar vriend en is -ten onrechte- in de veronderstelling dat hij Sara heeft gezien en geeft het opnieuw op. Sara is echter nog steeds in New York. Ze heeft haar huis uitgeleend aan haar zus met vriend. Omdat zij ook niet erg succesvol is met het vinden van Jonathan, geeft zij de moed op en vertrekt huiswaarts, maar wanneer ze, net voor het vliegtuig vertrekt, het vijf dollarbiljet met Jonathans naam en telefoonnummer opeens te zien krijgt, stapt ze, op het laatste moment, uit het vliegtuig om het adres op te zoeken. Daar aangekomen krijgt ze te horen van diens voorgenomen huwelijk op die dag. Ze haast zich ernaartoe en krijgt daar te horen dat Jonathan het huwelijk heeft afgelast. 's Avonds vindt Sara Jonathan uiteindelijk op de ijspiste, waar ze zeven jaar eerder hebben geschaatst. De twee vallen in elkaars armen en delen een kus.

## Rolbezetting
| Acteur              | Personage                        |
| ------------------- | -------------------------------- |
| John Cusack         | Jonathan Trager                  |
| Kate Beckinsale     | Sara Thomas                      |
| Lilli Lavine        | rekkenvulster bij Bloomingdale's |
| Michael Guarino Jr. | klant bij Bloomingdale's         |
| Abdul Alshawish     | klant bij Bloomingdale's         |
| Ann Talman          | verkoopster bij Bloomingdale's   |
| Crystal Bock        | verkoopster bij Bloomingdale's   |
| Stephen Bruce       | gastheer bij Serendipity         |
| David Sparrow       | vader van Josh                   |
| Gary Gerbrandt      | Josh                             |
| Jeremy Piven        | Dean Kansky                      |
| Bridget Moynahan    | Halley Buchanan                  |
| Kate Blumberg       | Courtney Kansky                  |
| Ron Payne           | Louis Trager                     |
| Marcia Bennett      | Louis Trager                     |
| John Corbett        | Lars Hammond                     |
| Eugene Levy         | Verkoper bij Bloomingdale's      |